# Engystomops
A Engystomops  a kétéltűek (Amphibia) osztályába, a békák (Anura) rendjébe és a füttyentőbéka-félék  (Leptodactylidae) családjába, azon belül a Leiuperinae alcsaládba tartozó nem.

## Elterjedésük
A nembe tartozó fajok Mexikó déli részétől Bolíviáig honosak.

## Taxonómiai helyzete
A taxon egészen 1970-ig önálló nem volt, ekkor beleolvaszották a Physalaemus nembe. A későbbi vizsgálatok rámutattak, hogy a Physalaemus nem alkotott monofiletikus csoportot, hanem több csoportot foglalt magába. Az egyik ilyen csoport olyan békákat tartalmazott, melyek közelebbi filogenetikai rokonságban álltak egymással, mint a Physalaemus többi részével, ezek a Physalaemus pustulosus (ma Engystomops pustulosus) fajhoz tartozó csoportba illeszkedtek. Ezt a csoportot morfológiai jellemzőik és hangjuk, valamint alloemzim- és genetikai vizsgálatok alapján 2005-ben leválasztották, és a csoport az újból érvényes Engystomops nevet kapta. Akkor még csak két frissen leírt fajt tartalmazott.

## Rendszerezés
A nembe az alábbi fajok tartoznak:
- Engystomops coloradorum (Cannatella & Duellman, 1984)
- Engystomops freibergi (Donoso-Barros, 1969)
- Engystomops guayaco (Ron, Coloma, & Cannatella, 2005)
- Engystomops montubio (Ron, Cannatella, & Coloma, 2004)
- Engystomops petersi Jiménez de la Espada, 1872
- Engystomops pustulatus (Shreve, 1941)
- Engystomops pustulosus (Cope, 1864)
- Engystomops puyango Ron, Toral, Rivera, & Terán-Valdez, 2010
- Engystomops randi (Ron, Cannatella, & Coloma, 2004)